# Курилло Василь
Курилло Василь-Стефан (1861—1940) — священник УГКЦ, громадський і політичний діяч на Лемківщині.

## Життєпис
Народився 11 серпня 1861 р. у с. Лип'я Турківського повіту в родині о. Теодора і Юліяни Таворської. Закінчив Перемиську гімназію (1882), згодом навчався у Львівській (1882–1885) і Перемиській (1885–1886) семінаріях. Єрейські свячення отримав з рук єпископа Івана Ступницького в Перемишлі.
Від 1887 р. адміністратор (завідатель) на парохіях в селах Кам'яна, Фльоринка, Брунари Вижні, Розтока Велика, Устя Руське на Лемківщині. 1890 року став парохом Мацини Великої (до 1910 року), а згодом Фльоринки (до 1930). Кілька років по війні був також деканом Грибівського деканату. Був співзасновником «Руської бурси» в Горлицях.
Між 1914 і 1918 роками був інтернований у Талергофі. Написав декілька історичних розвідок про арешти лемків Горлицького, Новосанчівського, Грибівського повітів.
Як парох Фльоринки брав активну участь у творенні т. зв. Фльоринської республіки (офіційно — Руської Народної Республіки Лемків): співорганізатор віча 5 грудня 1918 р., після закінчення якого приймав у присутніх присягу на послух лемківській владі; належав до виконавчого комітету Верховної Ради Лемківської Руси як міністр закордонних справ (1920).
1930 року отримав призначення на парохію в Подемщину на Любачівщині і тут служив до смерти 11 березня 1940 року.
Дотримувався москвофільських поглядів. Окрім згаданих історичних розвідок, автор белетристичних збірок, статей у москвофільській пресі.
Похований на сільському цвинтарі в Подемщині. На могилі суцільна горизонтальна плита з написом польською мовою. У цій же могилі спочиває син о. Василя Зенон Курилло, маґістр філософії (25 січня 1893 — 14 вересня 1942).